# Diospyros yomomo
Diospyros yomomo är en tvåhjärtbladig växtart som beskrevs av B. Walln. Diospyros yomomo ingår i släktet Diospyros och familjen Ebenaceae. Inga underarter finns listade i Catalogue of Life.